# Saint-Frégant
Saint-Frégant [sɛ̃fʁegɑ̃] (en breton : Sant-Fregan) est une commune du département du Finistère, dans la région Bretagne, en France.

## Géographie

### Présentation
Saint-Frégant est une commune du Léon située à une dizaine de kilomètres à peine du littoral de la Manche et au nord-ouest de la ville de Lesneven. Le finage communal forme grosso modo un rectangle dont la longueur est selon l'axe nord-sud (deux ruisseaux affluents de rive gauche du Quillimadec, petit fleuve côtier, servent de limites communales tant à l'est qu'à l'ouest), le bourg de Saint-Frégant étant légèrement excentré dans la partie nord et le château, ainsi que le moulin, de Penmarc'h étant situés à sa limite sud, à proximité de la D 32, ancienne voie romaine, dont le tracé correspond à la limite communale avec Kernilis.
Le bourg de Saint-Frégant est à 42 mètres d'altitude, les altitudes variant de 76 mètres (à Croas-ar-Justiçou, à la limite sud de la commune) à 9 mètres (dans la vallée du Quillimadec, dans l'angle nord-est du territoire communal). L'habitat rural est dispersé, les principaux hameaux étant ceux de Kervolant, Kerfréoc, Rucaradec, Kéréobret dans la partie nord de la commune, de Keravezan, Penhoat, Lesvern, Keradennec dans sa partie sud.

### Communes limitrophes
| Guissény | Guissény      | Plouider   |
| Guissény | Saint-Frégant | Kernouës   |
| Kernilis | Kernilis      | Le Folgoët |

### Géologie
De petites carrières d'amphibolite (qui affleurent dans un synclinal gneissique) ont été par le passé exploitées à Saint-Frégant, notamment une située près du château de Penmarc'h.

### Hydrographie
Pour un article plus général, voir Réseau hydrographique du Finistère.
La commune est située dans le bassin Loire-Bretagne. Elle est drainée par le Quillimadec et divers autres petits cours d'eau,.
Le Quillimadec, d'une longueur de 22 km, prend sa source dans la commune de Plounéventer et se jette  dans la Manche à Guissény, après avoir traversé dix communes. 

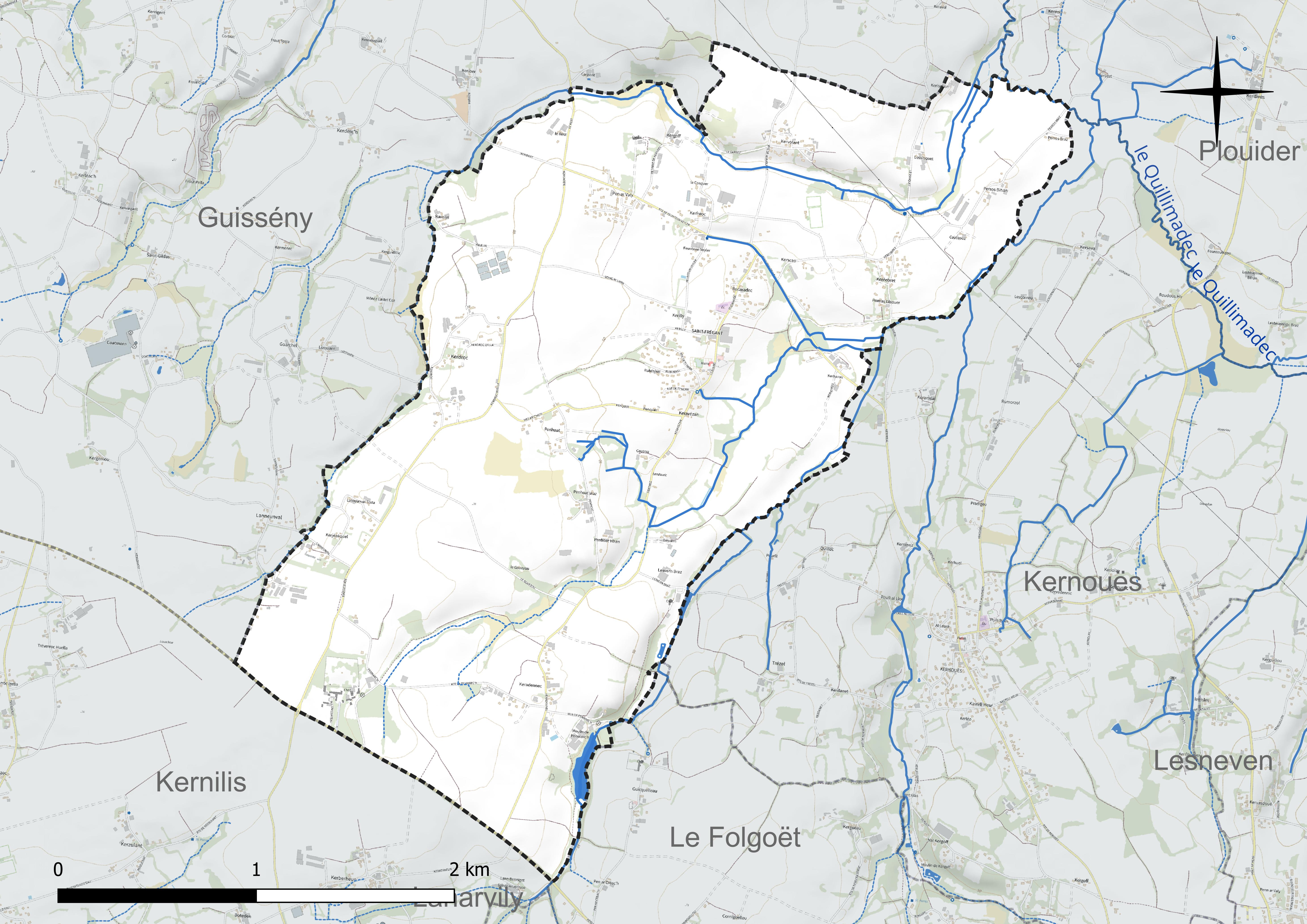
Réseau hydrographique de Saint-Frégant.

### Climat
Pour des articles plus généraux, voir Climat de la Bretagne et Climat du Finistère.
En 2010, le climat de la commune est de type climat océanique franc, selon une étude du CNRS s'appuyant sur une série de données couvrant la période 1971-2000. En 2020, Météo-France publie une typologie des climats de la France métropolitaine dans laquelle la commune est exposée à un climat océanique et est dans la région climatique  Finistère nord, caractérisée par une pluviométrie élevée, des températures douces en hiver (6 °C), fraîches en été et des vents forts. Parallèlement l'observatoire de l'environnement en Bretagne publie en 2020 un zonage climatique de la région Bretagne, s'appuyant sur des données de Météo-France de 2009. La commune est, selon ce zonage, dans la zone « Littoral », exposée à un climat venté, avec des étés frais mais doux en hiver et des pluies moyennes.  
Pour la période 1971-2000, la température annuelle moyenne est de 11,8 °C, avec  une amplitude thermique annuelle de 9,2 °C. Le cumul annuel moyen de précipitations est de 942 mm, avec 16,5 jours de précipitations en janvier et 7,6 jours en juillet. Pour la période 1991-2020, la température moyenne annuelle observée sur la station météorologique la plus proche, située sur la commune de Ploudaniel à 8 km à vol d'oiseau, est de 11,6 °C et le cumul annuel moyen de précipitations est de 1 146,8 mm,. Pour l'avenir, les paramètres climatiques de la commune estimés pour 2050 selon différents scénarios d'émission de gaz à effet de serre sont consultables sur un site dédié publié par Météo-France en novembre 2022.

## Urbanisme

### Typologie
Au 1er janvier 2024, Saint-Frégant est catégorisée commune rurale à habitat dispersé, selon la nouvelle grille communale de densité à 7 niveaux définie par l'Insee en 2022.
Elle est située hors unité urbaine. Par ailleurs la commune fait partie de l'aire d'attraction de Brest, dont elle est une commune de la couronne,. Cette aire, qui regroupe 68 communes, est catégorisée dans les aires de 200 000 à moins de 700 000 habitants,.

### Occupation des sols
L'occupation des sols de la commune, telle qu'elle ressort de la base de données européenne d'occupation biophysique des sols Corine Land Cover (CLC), est marquée par l'importance des territoires agricoles (94,5 % en 2018), en diminution par rapport à 1990 (95,8 %). La répartition détaillée en 2018 est la suivante : 
zones agricoles hétérogènes (44,9 %), terres arables (36 %), prairies (13,6 %), zones urbanisées (5,5 %). L'évolution de l'occupation des sols de la commune et de ses infrastructures peut être observée sur les différentes représentations cartographiques du territoire : la carte de Cassini (XVIIIe siècle), la carte d'état-major (1820-1866) et les cartes ou photos aériennes de l'IGN pour la période actuelle (1950 à aujourd'hui).

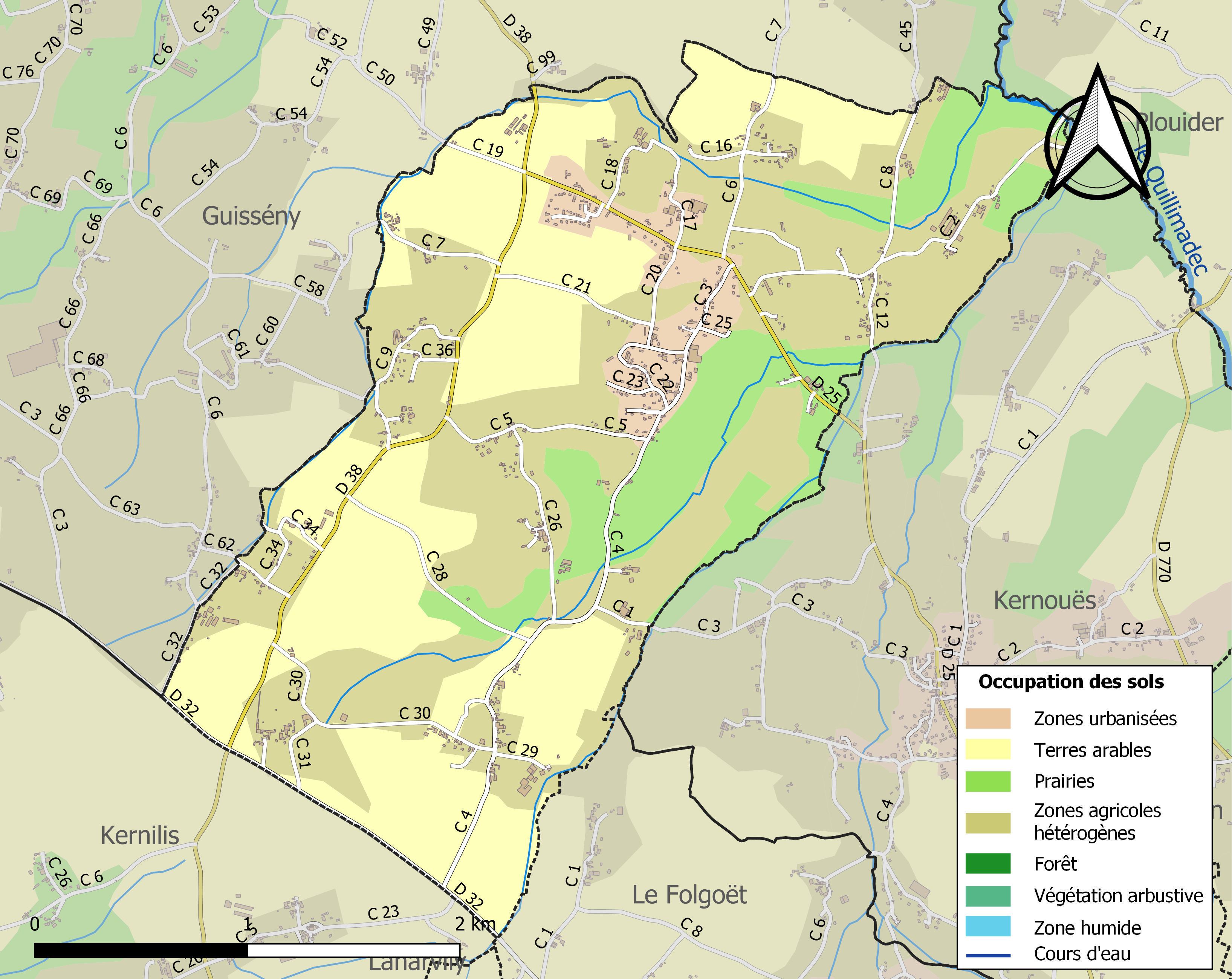
Carte des infrastructures et de l'occupation des sols de la commune en 2018 (CLC).

## Toponymie
Le nom de la localité est attesté sous les formes Saint Frogan en 1447, Saint Fregon en 1442, Sainct Fregan en 1481, en 1534 et en 1554.
Saint-Frégant vient de saint Fragan, cousin du roi breton Catovius, père de saint Guénolé et époux de sainte Gwenn. De son oncle Conan Meriadec, Fragan (ou Fracan) aurait reçu le gouvernement des comtés de Léon et de Cornouaille, et il se serait illustré à Guissény dans une bataille contre les pirates.

## Histoire

### Préhistoire
Des preuves d'occupation humaine dès la Préhistoire ont été trouvées : plusieurs tombeaux maçonnés en pierres sèches datent de l'âge du bronze et une monnaie gauloise prouve une occupation celtique.

### Antiquité

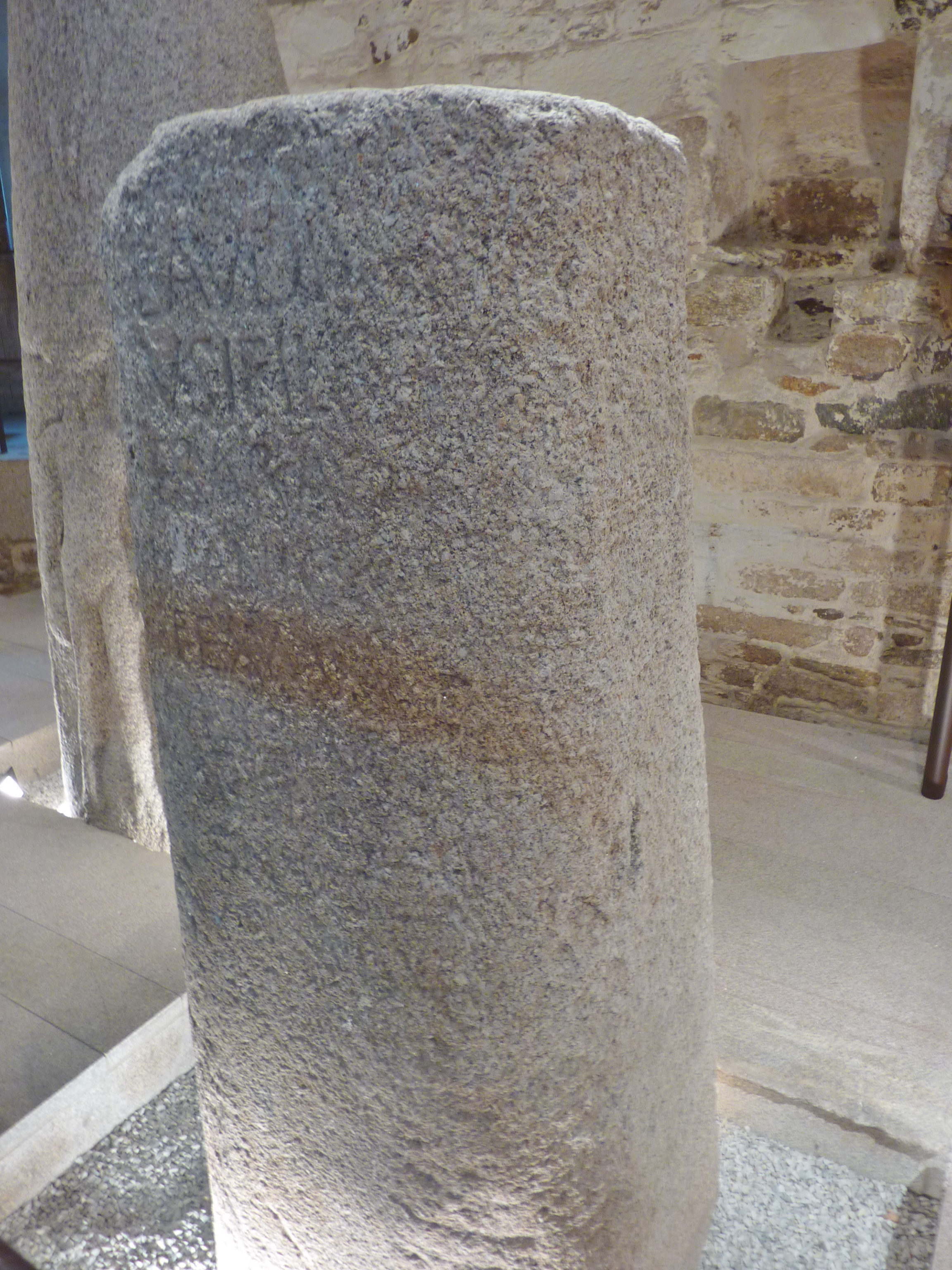
La borne milliaire de Kerscao (Musée départemental breton de Quimper).

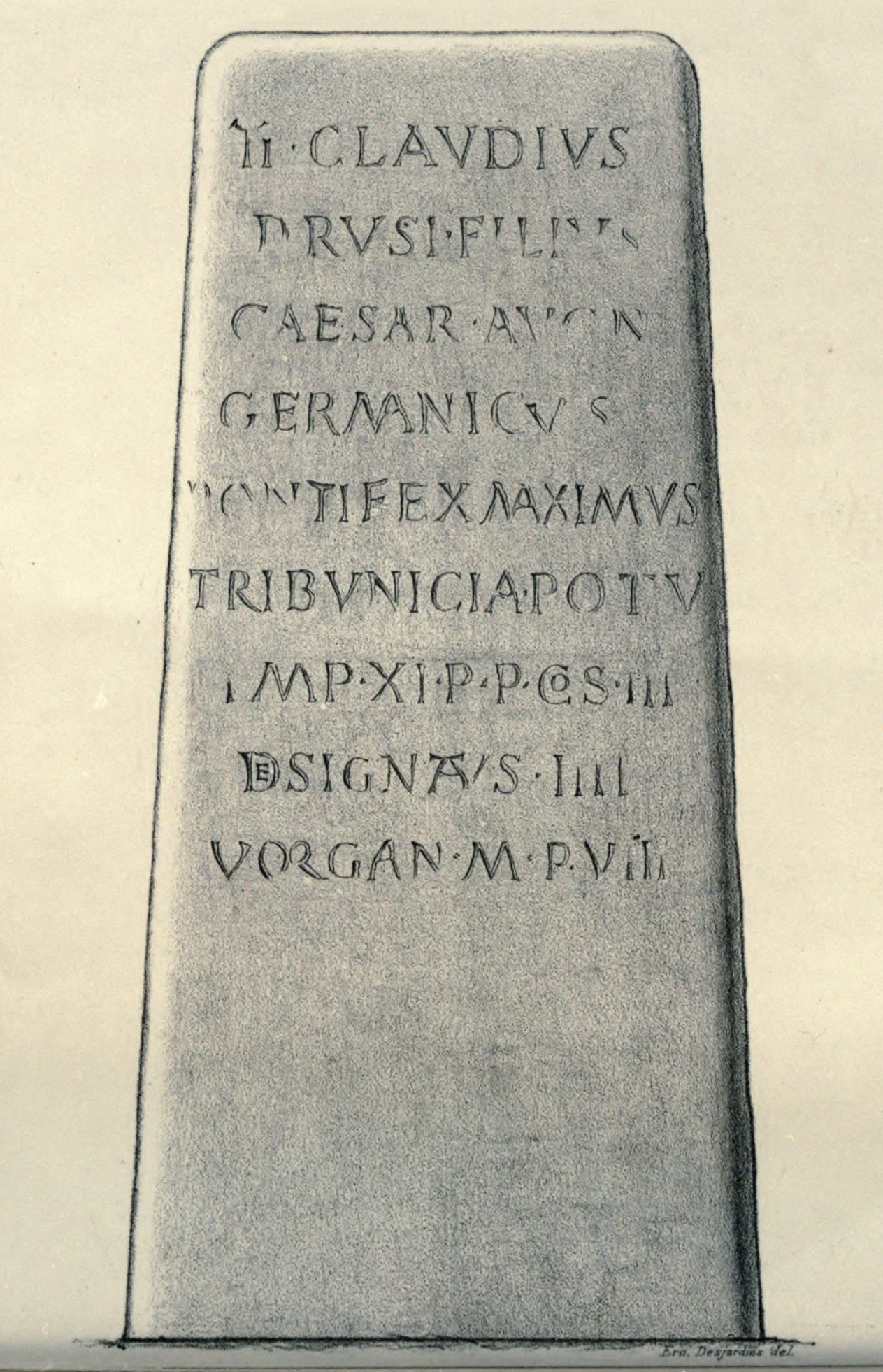
Transcription de la borne milliaire de Kerscao trouvée à la limite de Saint-Frégant et Kernilis.

Une voie romaine (son tracé correspond à l'actuelle D 32) venant de Vorgium, via Vorganium en Plounéventer et Le Folgoët, passait ensuite près du château de Penmarc'h en Saint-Frégant et de Kerscao en Kernilis en direction de Plouguerneau et Tolente.
Une villa gallo-romaine, une habitation luxueuse, centre probable d'un vaste domaine agricole a été redécouverte en 1967, les fouilles se poursuivant en 1968 et 1969, à Keradennec (en limite est du territoire communal), dans un terrain occupé par un taillis dénommé Coat-ar-Mogueriou. Daniel Louis Olivier Miorcec de Kerdanet, vers 1833, avait le premier découvert le site, quatre hectares de pierres et de tuiles, qu'il assimila à tort à la ville gallo-romaine de Tolente dont l'emplacement réel reste incertain, mais que les historiens actuels pensent plutôt se trouver à Landéda, Plouguerneau ou du côté de l'Aber-Wrac'h,. Arthur de la Borderie, dans son "Histoire de Bretagne", mentionne la présence à cet endroit de plus de 600 fragments de poteries et de nombreuses monnaies romaines d'or, d'argent et de bronze s'échelonnant depuis l'empereur Auguste jusqu'à Honorius.
Érigée sur les fondations d'une demeure plus modeste du Ier s. apr. J.-C, la villa romaine de Keradennec supporte une occupation aristocratique du IIe au IIIe siècle apr. J.-C. ; elle est composée de quatre corps de bâtiments qui s'organisent autour d'une cour rectangulaire, avec un probable espace de réception au nord et une zone thermale à l'est, présentant encore une élévation d'un mètre cinquante, par endroits. La construction disposait d'une luxueuse décoration constituée de revêtements en stuc et d'enduits peints dont certains sont assimilables à des styles pompéiens. Au début du IVe siècle apr. J.-C., la partie thermale est sommairement réinvestie par des "squatteurs", déployant un mode d'habitation plus rustique. Ces nouveaux occupants installent également un atelier dans la partie nord de la villa. Il s'agissait, au moment de sa fouille, de la villa gallo-romaine la mieux conservée d'Armorique.

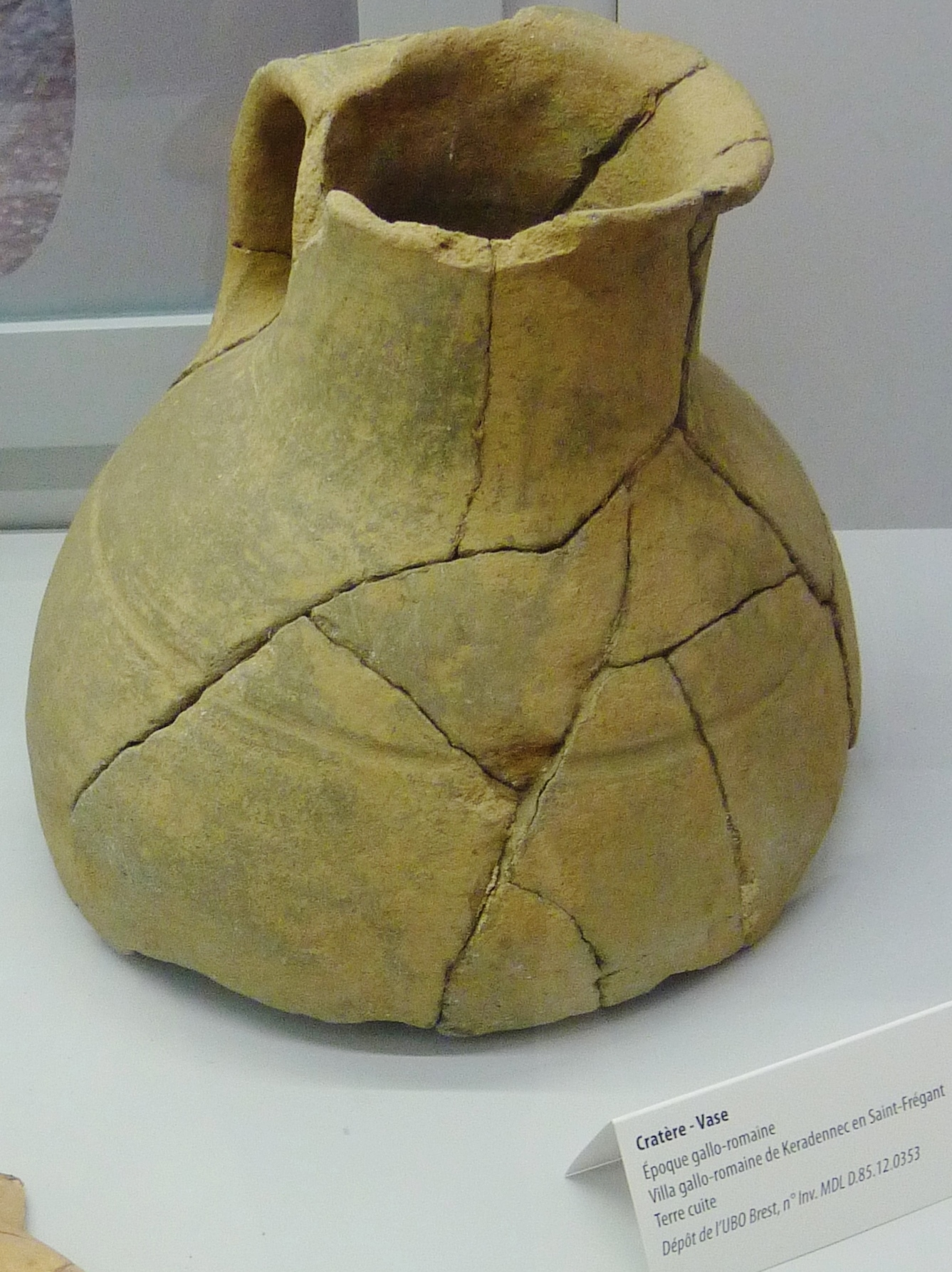
Cratère en terre cuite provenant de la villa gallo-romaine de Keradennec en Saint-Frégant (Musée du Léon de Lesneven).
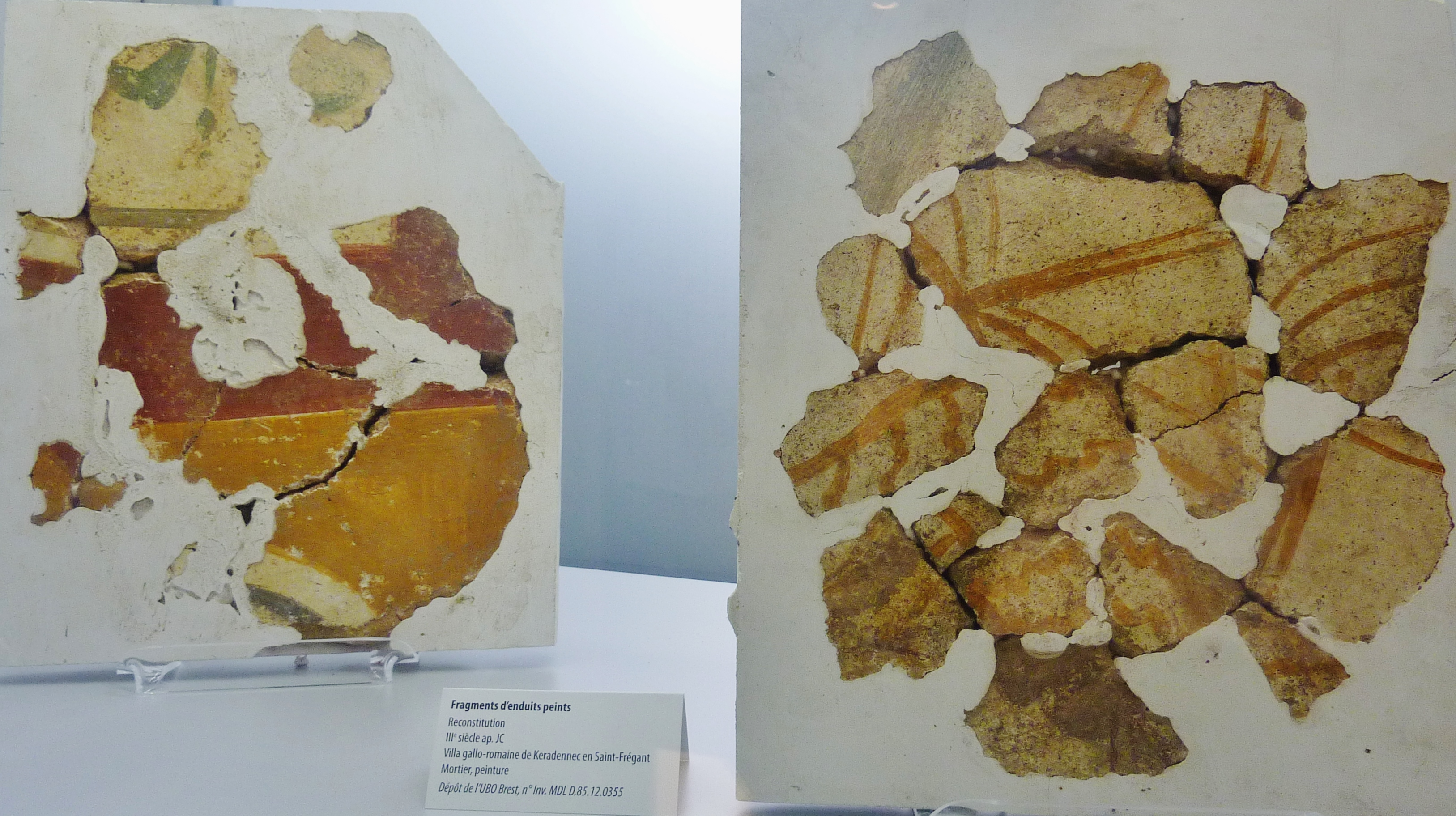
Fragments d'enduits peints trouvés dans la villa gallo-romaine de Keradennec en Saint-Frégant (IIIe siècle après J.-C., musée du Léon de Lesneven).

Au sud du finage communal de Saint-Frégant, la limite communale avec Kernilis est formée par l'ancienne voie romaine (actuelle D 32) allant de Vorgium (Carhaix) et Vorganium (Kerilien en Plounéventer) à Plouguerneau (Tolente ?) dont l'ancienneté est attestée par la borne milliaire de Kerscao.

### La famille de Penmarc'h
La famille de Penmarc'h, présente aux montres de 1426 à 1534, était « des plus nobles et des plus anciennes de l'évêché de Léon, et, par lettres patentes de la reine Anne, de l'an 1502, elle fut érigée en seigneurie de bannière (chevalier banneret) avec éloge, scavoir, qu'elle étoit l'une des plus nobles et anciennes chevaleries de l'évêché de Léon..., lui conférant droit de haute justice avec patibulaires à 4 pôts [poteaux] ». L'auditoire de justice fut d'abord à Goulven, puis transféré en 1602 à Keradennec (une Croaz ar Justiciou ["Croix des justices"] existe toujours à cet endroit), puis, au XVIIIe siècle à Lesneven. La juridiction de Penmarc'h s'étendait sur les paroisses de Guissény, Plouguerneau, Kernilis, Guicquelleau et leurs trèves, notamment Saint-Frégant.
- La famille de Penmarc'h remonte au moins à Alain I de Penmarc'h, décédé en 1350, seigneur de Penmarc'h et époux de Constance de Coëtivy. C'est la raison pour laquelle le cardinal Alain IV de Coëtivy résidait au château de Penmarc'h quand il venait dans la région[24].
  - Leur fils Alain II de Penmarc'h, époux de Guihederch du Juch, décéda vers 1375
    - Leur fils Henri I de Penmarc'h, né en 1360, décéda en 1424
      - Son fils Alain III de Penmarc'h, né en 1385, décéda en 1422. Il était l'époux d'Aliette de Lanroz.
        - Leur fils Henri II de Penmarc'h, 1er baron de Penmarc'h, né vers 1414, décéda en 1465. Il était l'époux d'Alix de Coëtivy. Un de leurs fils cadets, Christophe de Penmarc'h fut évêque de Dol, puis évêque de Saint-Brieuc.
          - Leur fils Alain IV de Penmarc'h, 2e baron de Penmarc'h, né en 1440, décédé en 1498, était l'époux d'Anne du Juch. Il fut chambellan du duc de Bretagne François II, puis d'Anne de Bretagne.
            - Leur fils Henri III de Penmarc'h, 3e baron de Penmarc'h, né en 1484, asssiné en 1527 par Jehan Marec'h , fut gentilhomme de la reine Anne. Il était marié en secondes noces avec Guillemette de Kerloaguen.
              - Leur fils Alain V de Penmarc'h, 4e baron de Penmarc'h, né en 1523, décéda en 1562. Il était l'époux de Françoise du Parc-Locmaria.
                - Leur fils Claude de Penmarc'h, 5e baron de Penmarc'h, seigneur du Colombier et de Coetlestrémeur[25], né en 1543, décédé en 1585, marié vers 1563 avec Marie de Tromelin, dame de Lanarnuz, laquelle se remaria le 10 juillet 1588 avec Anne de Sanzay de la Magnane, un sanglant chef ligueur), décédée avant 1619). Claude de Penmarc'h fut gentilhomme ordinaire de la Chambre du Roi et commissaire du ban et de l'arrière-ban du Léon.
                  - Leur fils René Ier de Penmarc'h, 6e baron de Penmarc'h, né en 1584, décédé en 1632, époux de Jeanne de Sanzay (sœur du chef ligueur Anne de Sanzay de la Magnane, fut aussi gentilhomme ordinaire de la Chambre du Roi.
                    - Leur fils Vincent de Penmarc'h, 7e baron de Penmarc'h, né en 1611, décédé le 10 mars 1666, époux d'Anne Gilette de Rivoalen.
                      - Leur fils Vincent Gabriel de Penmarc'h, 8e baron de Penmarc'h, né le 26 juillet 1656 à Saint-Frégant, décédé le 10 novembre 1717 à Saint-Frégant, époux d'Anne de Kermenguy. Il possédait, ainsi que son père, des droits, notamment de foire, à Goulven ainsi qu'en la chapelle Saint-Gildas en Guissény.
                        - Leur fils François Gabriel de Penmarc'h, 9e baron de Penmarc'h, né le 2 décembre 1684 à Saint-Frégant, décédé le 27 mai 1745 à Tréguier, commissaire des haras du Léon, puis commissaire à la répartition de la capitation de la noblesse de l'évêché de Léon, époux d'Anne Renée Joseph de Bellingant.

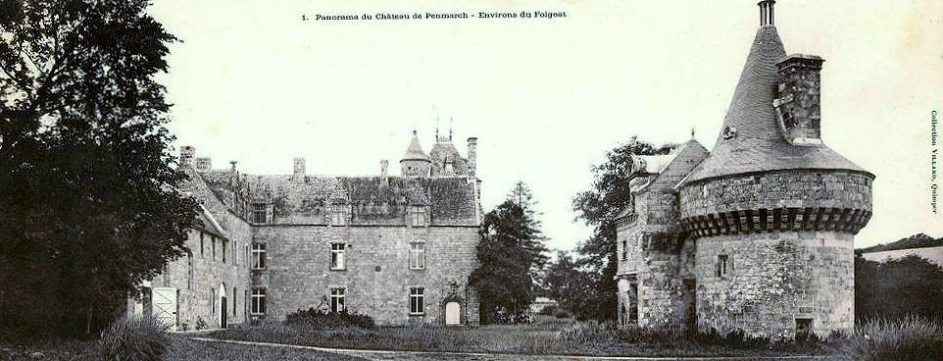
Le château de Penmarc'h vers 1920 (carte postale Villard).

Cette famille s'est éteinte avec le décès du fils des précédents, Louis François de Penmarc'h, 10e et dernier baron de Penmarc'h, né le 22 mai 1728 à Saint-Frégant, marié trois fois et mort sans enfant, le 23 février 1804 à Saint-Frégant.

« Toutes les terres du village de Keradennec appartenaient jusqu'à la Révolution française à la famille de Penmarc'h, dont le château (...) se trouve à 600 m à l'ouest. On a déjà souligné que celui-ci avait dû prendre la suite de l'établissement romain de Keradennec. (...). Ceci montre d'ailleurs une permanence remarquable de l'habitat seigneurial à travers les vicissitudes de l'histoire. »

L'emplacement de la croix antique de Croas ar Justiçou, dont le nom indique l'endroit où les seigneurs de Penmarc'h rendaient la justice, correspond à un ancien carrefour antique : vers l'est, un très ancien chemin qui se dirige en ligne droite vers Lesneven et qui porte dans la tradition locale nom de « voie romaine » et qui passe par d'anciens centres paroissiaux (Guicquelleau, Lannuchen, Élestrec) même si ceux-ci sont désormais délaissés ; vers l'Ouest, une ligne continue de talus débouche, dans la commune de Kernilis, sur une voie dénommée en breton Streat Hir (« Chemin long ») et mène jusqu'à l'établissement gallo-romain de Kerbrat-Huella, dans la commune de Kernilis ; un troisième chemin, vers le nord-ouest, va en direction du château de Penmarc'h. D'autres traces actuelles de l'ancienne cadastration antique existent ; des traces toponymiques aussi : par exemple de nombreux champs portent le nom de An Nemeur, déformation du breton An Hent Meur (« La Grand Route »).
Le château de Penmarc'h fut en partie dévasté par un incendie qui, dans la nuit du 13 au 14 août 1715, ruina toute l'aile gauche du château, détruisant une partie des archives et amenant le pillage du reste. Les bâtiments subsistants du château de Penmarc'h laissent imaginer la grandeur de l'ancien château. Vincent Gabriel de Penmarc'h put toutefois en restaurer une grande partie.

### Le manoir de Penhoat

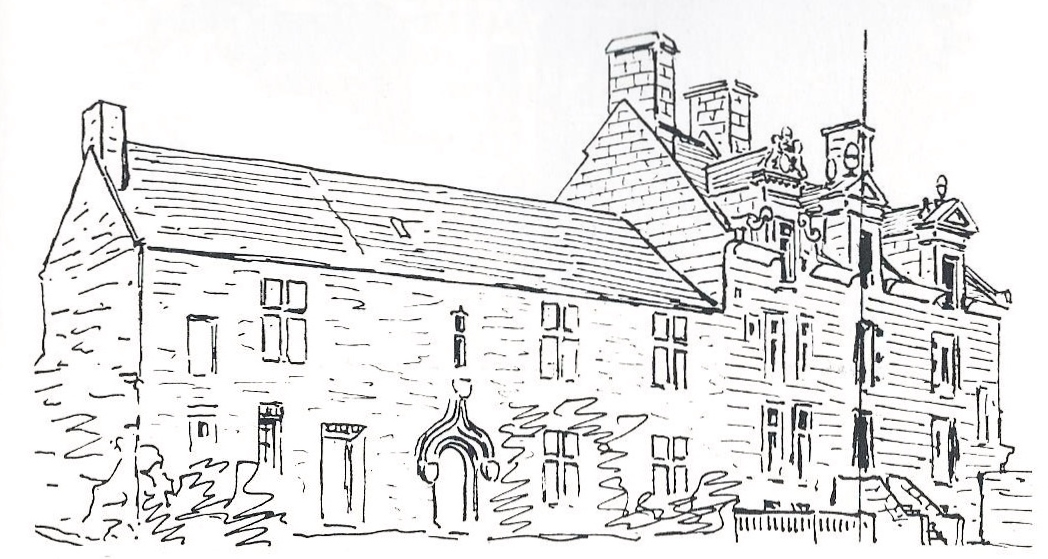
Dessin du manoir de Penhoat en Saint-Frégant (disparu de nos jours).

Le manoir de Penhoat se trouvait à Saint-Frégant. Le nom de Penhoat ("la lisière du bois" en français) est très fréquent en Bretagne : il ne faut par exemple pas confondre de manoir de Penhoat avec le château de Penhoët, situé dans la commune voisine de Saint-Thégonnec et qui était le fief de la famille de Penhoët. Mais l'homonymie laisse supposer que le manoir de Penhoat était peut-être une dépendance du château de Penhoët. Il fut habité par la branche de Penhoat de la famille de Kersauzon.
- Guillaume de Kersauson, fils d'Hervé I de Kersauson, est à l'origine de la branche des Kersauson de Penhoat, épouse vers 1447 Gilonne du Chastel, fille d'Olivier du Chastel et de Jeanne de Malestroit. C'est lui qui achète en 1440 le manoir de Penhoat en Saint-Frégant, manoir que ses descendants habiteront jusqu'en 1563. Décédé après 1483. il fut sénéchal de Landerneau en 1472.
  - Guénolé de Kersauson, sieur de Penhoat, marié avec Anne-Catherine de Langoueznou, originaire de Plouvien. Il représente son père aux montres de 1481 et 1483.
    - Guillaume II de Kersauson, sieur de Penhoat, épouse le 16 mars 1509 Catherine de Lescoët.
      - Guillaume III de Kersauson, sieur de Penhoat, épouse le 14 août 1547 Claude de Cornouaille, du manoir de Lossulien, paroisse de Guipavas (commune du Relecq-Kerhuon désormais).
        - François de Kersauson, sieur de Penhoat, époux de Marie de Kergadiou, décédé le 13 mars 1593 au manoir de Penhoët en Saint-Frégant.
          - Vincent-Gabriel de Kersauson, sieur de Penhoat, époux de Marie du Drenec, mais tous leurs enfants moururent en bas âge.
          - Anne de Kersauson, mariée le 16 avril 1597 avec Olivier II de Coëtlosquet.
          - Guillaume IV de Kersauson, frère des précédents, à l'origine de la sous-branche des Kersauson de Penendreff.

Lors de la Révolution française, le manoir de Penhoat était possédé par l'amiral Jean-Honoré de Trogoff qui avait combattu lors de la Guerre d'indépendance des États-Unis, mais qui livra Toulon aux Anglais en 1793. C'est lui qui aurait fait construire un nouveau manoir garni de lucarnes à fronton triangulaire et avec de hautes cheminées, accolé au vieux manoir du XVe siècle de style gothique. Les restes de ce manoir ont été rasés en 1980.

### Les autres manoirs
La seigneurie de Kergoff fut depuis le XVe siècle aux mains de la famille Duplessis, le manoir actuel de Kergoff datant du XVIe siècle ; le manoir de Lesguern date du XVe siècle et fut la propriété successivement des familles Lesguern (Michel Le Nobletz, alors enfant, y séjourna chez Hervé Le Nobletz et Françoise de Lesguern, ses grands-parents maternels), du Beaudiez, Huon de Kerézellec et Crésolles. En 1761 René du Plessis était seigneur du Plessis ; trois de ses descendants furent maires de Saint-Frégant dans le courant du XIXe siècle, mais cette famille est désormais éteinte.
La famille de Lesguern fut présente à toutes les réformations et montres entre 1447 et 1534 pour la trève de Saint-Frégant et prouva son ancienne extraction noble depuis neuf générations lors de la réformation de la noblesse de 1669. En 1411 l'héritière du manoir épousa Prigent de Coëtmenech, mais leurs descendants reprirent le nom de Lesguern.
Sous l'Ancien Régime, Saint-Frégant était une simple trève de la paroisse de Guissény.

### Époque moderne

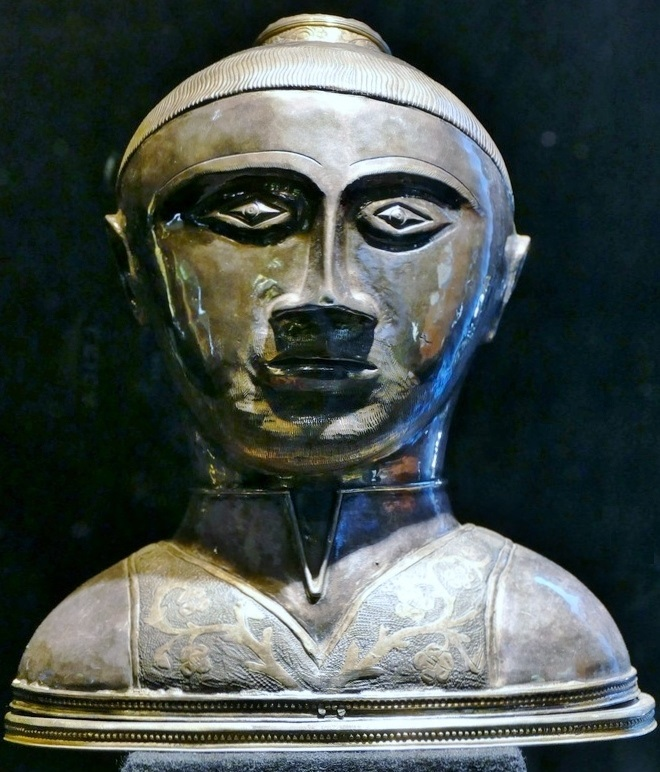
Le buste reliquaire de saint Guénolé (désormais exposé au musée de l'abbaye de Landévennec).

L'église paroissiale Saint-Frégant est construite en 1730 (c'était alors une église tréviale) ; elle contenait un buste reliquaire datant du XVe siècle, classé monument historique, qui se trouve désormais exposé au musée de l'abbaye de Landévennec. Ce buste, haut de 19 cm, est en argent et vermeil ; il repose sur un socle ovale à décor perlé. Le crâne tonsuré présente en son sommet une lunette ronde ouvrant sur la relique. Ce buste reliquaire pouvait être, à l'origine (comme celui de Locquénolé), porté par quatre pieds en forme de lions, tous disparus.
L'église possède d'autres trésors anciens : le bas-relief du maître-autel en bois sculpté date du XVIIe siècle (il représente un épisode de la vie de saint Guénolé), une statue de sainte Gwenn (la mère de saint Guénolé) et une autre de saint Éloy (en fait saint Alor) placées de part et d'autre du vitrail central. Sur le mur de l'enclos paroissial se dressent trois calvaires, dont l'un date de 1443 et compte parmi les plus anciens calvaires bretons.
Autour de l'église sont alors une quinzaine d'habitations qui constituent le bourg.
En 1741 Saint-Frégant compte 730 habitants, répartis en 120 foyers (dont une centaine de cultivateurs), soit une densité, élevée pour l'époque, de 94,6 habitants par km2. L'âge moyen au décès, calculé pour la période 1742-1770 (en tout 594 décès) est de 25 ans et 2 mois.
En 1778 le corps politique (14 membres élus pour 1 an) de Saint-Frégant rédige une pétition :  « Attendu que les habitants de ladite trève sont presque tous éloignés d'une lieue de chaque endroit où il est dit des messes matines, cette grande distance, les mauvais chemins et les rudes saisons font que différents tréviens (…) se voyent très souvent obligés, malgré leurs bonnes intentions, de demeurer sans entendre la sainte messe 
». Dans la décennie 1780, la trève de Saint-Frégant comptait pourtant trois prêtres, dont le curé Jean Branellec en poste depuis 1775.

### Révolution française
À Saint-Frégant, on comptait alors, outre les paysans, 5 meuniers, 18 tisserands, 4 peigneuses, 4 lingères, 2 bourreliers, 1 tanneur, 1 blagonnier, 4 cordonniers, 6 tailleurs, 2 maréchaux-forgerons, 2 charpentiers-menuisiers, 1 maçon et 1 aubergiste. Un état de 1794 recense 6 moulins à Saint-Frégant : Perros, Penhoat, Lesguern, Penmarc'h, Kergoff et Guicquelleau.
Le corps politique de Saint-Frégant se réunit le 29 mars 1789 pour mettre au point son cahier de doléances. Le rédacteur fut Guillaume Branellec, meunier au moulin de Penmarc'h. Ce cahier reprend pour l'essentiel un cahier type proposé par la sénéchaussée de Lesneven, se contentant d'y rajouter des récriminations concernant les corvées dues aux seigneurs par les paysans. Les deux représentants élus pour représenter la trève à l'assemblée du tiers-état de la sénéchaussée furent Yves Ménec, du manoir du Petit Lesguern, et Guillaume Branellec.
Après avoir été rattaché temporairement au canton de Plouguerneau (qui comprenait aussi Guissény et Tremenech), Saint-Frégant, à la demande de son conseil général [conseil municipal], fut rattaché le 1er février 1791 au canton de Guicquelleau qui comprenait aussi Kernilis, Kernouës et Lanarvily.
Le 23 mars 1791, des soldats arrêtèrent un prêtre venu clandestinement célébrer une messe à Saint-Frégant. Christophe Le Gall, prêtre habitué de la trève de Saint-Frégant, assura momentanément  les fonctions tréviales avant que, par un arrêté du département en date du 29 septembre 1791, Saint-Frégant fut promu au rang de paroisse et de commune ; Guénolé Le Boulc'h est élu maire le 13 novembre 1791. Jean Floch, ancien vicaire de la trève, qui avait été élu curé de Saint-Frégant, n'ayant pas prêté le serment de fidélité à la Constitution civile du clergé, passa dans la clandestinité à partir du 21 juillet 1792 ; il fut caché par Goulven Le Gac, adjoint au maire. Un autre prêtre, René Tanguy, ancien curé de Guicquelleau, lui aussi prêtre réfractaire, disait régulièrement la messe clandestinement au château de Penmarc'h et les fidèles étaient nombreux. Jean Branellec, dernier curé de la trève de Saint-Frégant avant la Révolution, qui avait été élu recteur de la paroisse de Plourin, fut élu recteur constitutionnel de Saint-Frégant, prenant ses fonctions le 26 janvier 1794 ; ce fut un des rares prêtres constitutionnels à gagner dans le Léon du moins dans un premier temps l'estime de ses paroissiens car, à partir de mai 1795 il fut banni de l'église paroissiale et dut se retirer au Grand Lesguern ; Jean Floch et René Tanguy purent dès lors exercer librement leur ministère.
Après la révolte du Léon de 1793, Guissény est occupée militairement et doit payer une amende : en mars 1793, Kernilis fit partie, avec Guissény, Plounéventer, Ploudaniel, Plouguerneau et Kerlouan, des communes condamnées à payer en tout 40 600 livres de dédommagement pour s'être rebellée contre le gouvernement républicain (Saint-Frégant eut à payer 250 livres).
Jean-Marie Branellec, né à Saint-Frégant, alors trève de Guissény, frère de Jean Branellec, curé du Minihy (une des paroisses de Saint-Pol-de-Léon), qui refusa en janvier 1791 de prêter serment à la Constitution civile du clergé, fut guillotiné Place du Château (alors renommée "Place du Triomphe du Peuple") à Brest à la fin du mois de mars 1794. Il a laissé en dernières volontés un cantique en breton composé peu avant son exécution.
Guillaume Roudaut, de Goulven, fut nommé instituteur à Saint-Frégant en juin 1794 et sa femme, Marie-Anne Le Borgne le 19 février 1795 ; ils furent logés au presbytère, qu'ils achetèrent d'ailleurs lorsque celui-ci fut vendu comme bien national.

### LeXIXesiècle

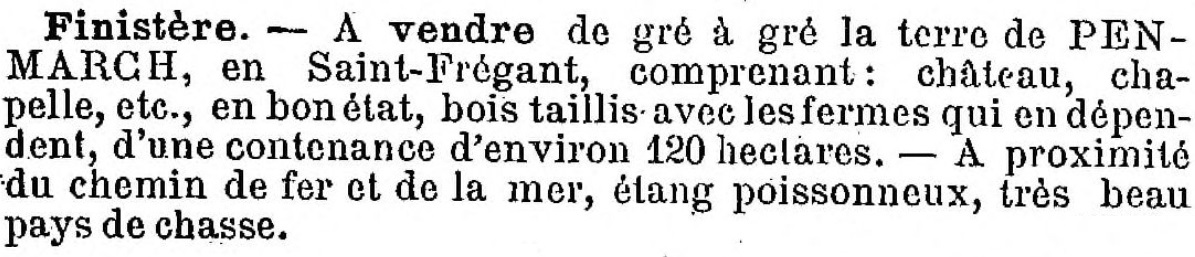
Annonce de la vente du château de Penmarc'h en Saint-Frégant et des propriétés qui en dépendaient (1895).

En 1800 Saint-Frégant est inclus dans le canton de Lannilis ; ce n'est qu'en 1967 que la commune fut, à sa demande, rattachée au canton de Lesneven.
Le premier cadastre de Saint-Frégant, qui date de 1843, indique 72 % de terres labourables (cultivées surtout en avoine et sarrasin), 12 % de prés et pâtures, 8 % de landes et incultes, 5 % de bois, le reste étant occupé par les jardins, vergers, propriétés bâties et étangs.
A. Marteville et P. Varin, continuateurs d'Ogée, décrivent ainsi Saint-Frégant en 1845 : « Saint-Fregan ; commune formée de l'ancienne trève de Guisseny, aujourd'hui succursale. (...) Géologie : granite à l'ouest, gneiss à l'est. On parle le breton ».
En 1870 la commune de Saint-Frégant ne possédait toujours pas de mairie. Gabriel Le Boulch, garde mobile du Finistère, membre de l'Armée de la Loire pendant la Guerre de 1870, eût le pied gauche gelé et dût subir l'amputation du gros orteil ; ses autres orteils furent déformés.
Un rapport d'avril 1872 indique que Saint-Frégant fait partie des 28 communes du Finistère à être encore sans école.

### LeXXesiècle

#### La Belle Époque
En août 1902, l'école privée confessionnelle de Saint-Frégant fut fermée sans incidents graves ; « les manifestants résistèrent à la gendarmerie, mais se retirèrent devant les soldats ».
Le 7 février 1903, le maire de Saint-Frégant signale la détresse des pêcheurs de Kerlouan et Saint-Frégant. En septembre 1903 le général boër Maritz vint séjourner quelque temps chez Louis Duplessis Quinquis, maire de la commune.
Par décret en date du 16 mars 1912 est autorisé la création dans la commune de Saint-Frégant d'un bureau de bienfaisance dont la dotation a été constituée au moyen des biens ayant appartenu à la fabrique de l'église de la commune.
En juillet 1914, un homme de la commune fut condamné à 5 francs d'amende par le tribunal correctionnel de Brest « pour avoir coupé du goémon sur un territoire dépendant de la commune alors qu'étant à Saint-Frégant depuis moins de six mois, il n'avait pas le droit de faire une coupe de goémon ».

#### La Première Guerre mondiale

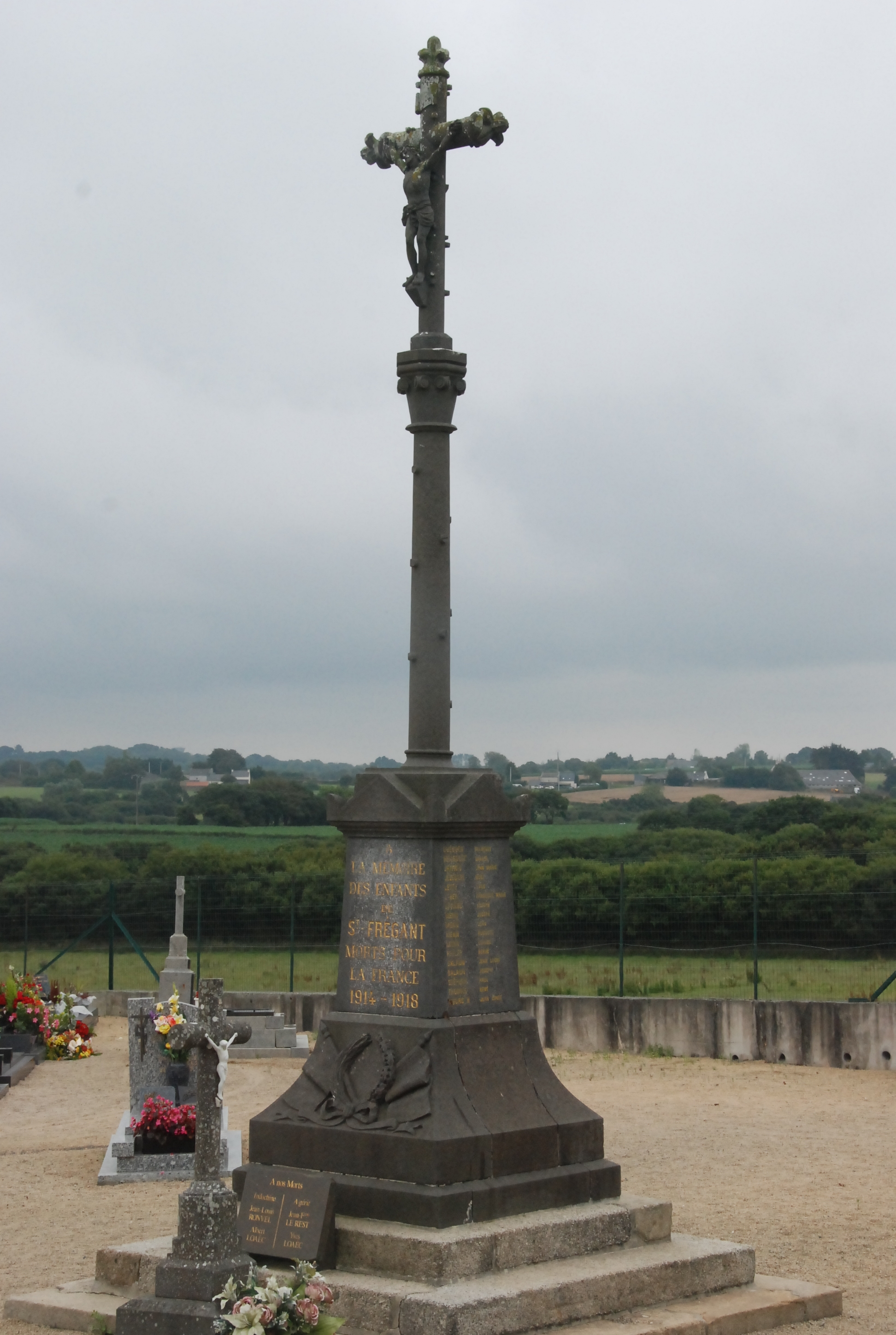
Le monument aux morts de Saint-Frégant.

Le monument aux morts de Saint-Frégant porte les noms de 34 soldats morts pour la France pendant la Première Guerre mondiale ; parmi eux, 1 (Goulven Bihan) est mort en Belgique dès novembre 1914, 1 (Julien de l'Estang du Rusquec) est mort alors qu'il était interné dans un camp en Suisse, 1 (Jean Jaffrès) est mort en captivité en Allemagne ; les autres sont décédés sur le sol français (dont Noël Jézéquel, décoré de la Médaille militaire et de la Croix de guerre).

#### L'Entre-deux-guerres
La ville de Brest acheta en 1922 le château de Penmarc'h et y installa une école de plein air (colonie de vacances) pour les enfants des deux sexes âgés de 6 à 13 ans.

#### La Seconde Guerre mondiale
Le monument aux morts de Saint-Frégant porte les noms de 13 personnes mortes pour la France pendant la Seconde Guerre mondiale.

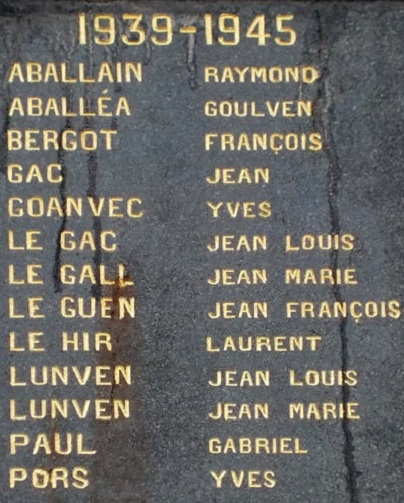
Plaque commémorative des morts pour la France de Saint-Frégant pendant la Deuxième Guerre mondiale.

#### L'après Seconde Guerre mondiale
Deux soldats originaires de Saint-Frégant (Jean-Louis Ronvel et Albert Loaëc) sont morts pour la France pendant la Guerre d'Indochine et deux (Jean-François Le Rest et Yves Loaëc) pendant la Guerre d'Algérie.

### LeXXIesiècle
En 2012, l'ancien presbytère, inhabité depuis longtemps, a été rénové pour abriter des logements sociaux.

## Politique et administration

### Les maires de Saint-Frégant
| Période                                  | Période       | Identité                          | Étiquette | Qualité                                                                                       |
| ---------------------------------------- | ------------- | --------------------------------- | --------- | --------------------------------------------------------------------------------------------- |
| 1793                                     | 1794          | Yves Le Menec                     |           |                                                                                               |
| Juin 1794                                | Juillet 1794  | Corentin Roy                      |           | Cultivateur.                                                                                  |
| 1803                                     | 1804          | Roudaut                           |           |                                                                                               |
| Février 1808                             | Novembre 1808 | Jean Pont                         |           |                                                                                               |
| 1806                                     | 1816          | Alexandre Le Bescond Chef Du Bois |           | Avocat à la Cour et notaire royal au siège de Châteaulin, Avocat au Parlement.                |
| Avril 1817                               | Août 1817     | Charles-Édouard Duplessix         |           | Rentier.                                                                                      |
| 1817                                     | 1821          | François-Marie Duplessix Quinquis |           | Frère de Charles-Édouard Duplessix.                                                           |
| 1821                                     | 1838          | Goulven Joseph Boulch             |           |                                                                                               |
| 1844                                     | 1851          | Louis Marie Duplessis Quinquis    |           | Fils de Charles-Édouard Duplessix, maire en 1817.                                             |
| 1853                                     | 1863          | Guénolé Le Boulch                 |           | Fils de Goulven Joseph Boulch, maire entre 1821 et 1838.                                      |
| 1864                                     | 1870          | Yves Marie Le Breton              |           | Cultivateur. Gendre de Goulven Joseph Boulch, maire entre 1821 et 1838.                       |
| 1870                                     | 1873          | Guillaume Le Gall                 |           | Cultivateur. Quitte Saint-Frégant en 1873 en raison de son mariage pour vivre à Guicquelleau. |
| 1874                                     | 1876          | Guillaume Le Bihan                |           | Cultivateur.                                                                                  |
| 1876                                     | 1888          | Yves Marie Breton                 |           | Déjà maire entre 1864 et 1870.                                                                |
| 1888                                     | 1910          | Louis Duplessis Quinquis          |           | Célibataire. Propriétaire. Fils de Louis Marie Duplessis Quinquis, maire entre 1844 et 1851.  |
| 1910                                     | 1935          | Goulven Broudin                   |           | Cultivateur.                                                                                  |
| 1935                                     | 1943          | Jean François Théophile Calvez    |           | Cultivateur.                                                                                  |
| 1945                                     | 1952          | Guillaume Broch                   |           | Cultivateur.                                                                                  |
| 1965                                     | 1972          | Goulven Corlosquet                |           | Cultivateur.                                                                                  |
| 1972                                     | 1995          | Eugène Jacq                       |           | Cultivateur à Saint-Frégant                                                                   |
| 1995                                     | 2008          | Anne Marie Le Borgne              |           |                                                                                               |
| 2008                                     | 2014          | Gislaine Morry                    |           |                                                                                               |
| 2014                                     | En cours      | Cécile Galliou                    |           |                                                                                               |
| Les données manquantes sont à compléter. |               |                                   |           |                                                                                               |

## Patrimoine
- Le Manoir de Penmarc'h.
- L'église Saint-Guénolé : elle date du XVIIIe siècle, vers 1730 (les armoiries de la famille de Penmarc'h y sont représentées car celle-ci contribua beaucoup au financement des travaux)[41], mais fut restaurée et agrandie en 1889 (à la construction déjà existante, de plan très simple, on ajouta un transept, un chœur, des sacristies et les vitraux des nefs latérales furent agrandis). L'église possède des statues de saint Pol Aurélien, saint Corentin, saint Guénolé, saint Herbot et d'un évêque bénissant.
- Le calvaire du cimetière de Saint-Frégant, qui date de 1443, est l'un des plus vieux du Finistère ; celui situé dans l'enclos paroissial date de 1601. La commune possède treize autres croix et calvaires, notamment la croix du château de Penmarc'h, dite aussi « Croaz-ar-Bleizi » (« Croix du loup »), qui date de 1638, et deux croix à Keradennec[56].
- La fontaine de Saint-Guénolé, située à Keravézan, date du XVIe siècle ; elle abrite une statue en kersantite de saint Guénolé dont la crosse est mutilée.
- Le manoir de Lesvern, représentatif d'une série d'édifices construits dans la première moitié du XVIe siècle dans le Léon[57].

## Démographie
| 1793  | 1800 | 1806 | 1821 | 1831 | 1836 | 1841 | 1846 | 1851 |
| ----- | ---- | ---- | ---- | ---- | ---- | ---- | ---- | ---- |
| 1 002 | 861  | 751  | 784  | 753  | 846  | 869  | 928  | 888  |

| 1856 | 1861 | 1866 | 1872 | 1876 | 1881 | 1886 | 1891 | 1896 |
| ---- | ---- | ---- | ---- | ---- | ---- | ---- | ---- | ---- |
| 855  | 849  | 867  | 838  | 787  | 782  | 814  | 792  | 750  |

| 1901 | 1906 | 1911 | 1921 | 1926 | 1931 | 1936 | 1946 | 1954 |
| ---- | ---- | ---- | ---- | ---- | ---- | ---- | ---- | ---- |
| 765  | 785  | 839  | 803  | 831  | 850  | 826  | 804  | 751  |

| 1962 | 1968 | 1975 | 1982 | 1990 | 1999 | 2004 | 2006 | 2009 |
| ---- | ---- | ---- | ---- | ---- | ---- | ---- | ---- | ---- |
| 757  | 678  | 626  | 583  | 578  | 546  | 550  | 546  | 670  |

| 2014 | 2019 | 2022 | - | - | - | - | - | - |
| ---- | ---- | ---- | - | - | - | - | - | - |
| 771  | 846  | 870  | - | - | - | - | - | - |

## Événements

### Élections municipales 2008
Résultats du premier tour - 9 mars
Maire sortant : Anne-Marie Le Borgne.
15 sièges à pourvoir.
12 conseillers élus au premier tour. 3 sièges en ballotage.
Liste du maire sortant, menée par Mme Anne-Marie Le Borgne - 5 conseillers élus : Paul Bianéis (212 voix), Élisa Quétron (203 voix), Yannick Jaffrès (183 voix), Carine Corlosquet (179 voix), Chantal Gaud (178 voix).
Liste ouverte, menée par Mme Ghislaine Morry - 7 conseillers élus : Ghislaine Morry (211 voix), Pierre Le Roy (207 voix), Alain Balcon (206 voix), Cécile Le Roy (202 voix), Jean Calvez (200 voix), Agnès Salaün (197 voix), Hervé Grall (192 voix).